# Viðareiði, Fugloy i Svínoy (gmina)
Viðareiði, Fugloy i Svínoy (far. Viðareiðis, Fugloyar og Svínoyar kommuna) - historyczna gmina na Wyspach Owczych, duńskim terytorium zależnym na Oceanie Atlantyckim. Istniała w latach 1908–1913.
Obejmowała w całości tereny wysp Fugloy i Svínoy, a także częściowo Borðoy oraz Viðoy. Zajmowała ok. 101,5 km².

## Historia
Gmina powstała w wyniku rozpadu istniejącej od 1872 roku Norðoya Prestagjalds kommuna. Rozpad ten miał miejsce w 1908 roku, a poza Viðareiði, Fugloy i Svínoy powstały także gminy Klaksvík oraz Kunoy, Mikladalur i Húsar. Istniała przez pięć lat do roku 1913, kiedy podzielinła się na Fugloyar og Svínoyar kommuna oraz Viðareiðis kommuna.

## Miejscowości wchodzące w skład gminy Viðareiði, Fugloy i Svínoy
| Miejscowość | Wcześniejsza przynależność | Rok przyłączenia | Późniejsza przynależność | Rok odłączenia |
| ----------- | -------------------------- | ---------------- | ------------------------ | -------------- |
| Depil       | gmina Norðoyar             | 1908             | gmina Viðareiði          | 1913           |
| Hattarvík   | gmina Norðoyar             | 1908             | gmina Fugloy i Svínoy    | 1913           |
| Hvannasund  | gmina Norðoyar             | 1908             | gmina Viðareiði          | 1913           |
| Kirkja      | gmina Norðoyar             | 1908             | gmina Fugloy i Svínoy    | 1913           |
| Múli        | gmina Norðoyar             | 1908             | gmina Viðareiði          | 1913           |
| Norðdepil   | gmina Norðoyar             | 1908             | gmina Viðareiði          | 1913           |
| Norðtoftir  | gmina Norðoyar             | 1908             | gmina Viðareiði          | 1913           |
| Svínoy      | gmina Norðoyar             | 1908             | gmina Fugloy i Svínoy    | 1913           |
| Viðareiði   | gmina Norðoyar             | 1908             | gmina Viðareiði          | 1913           |